# Lunar Precursor Robotic Program

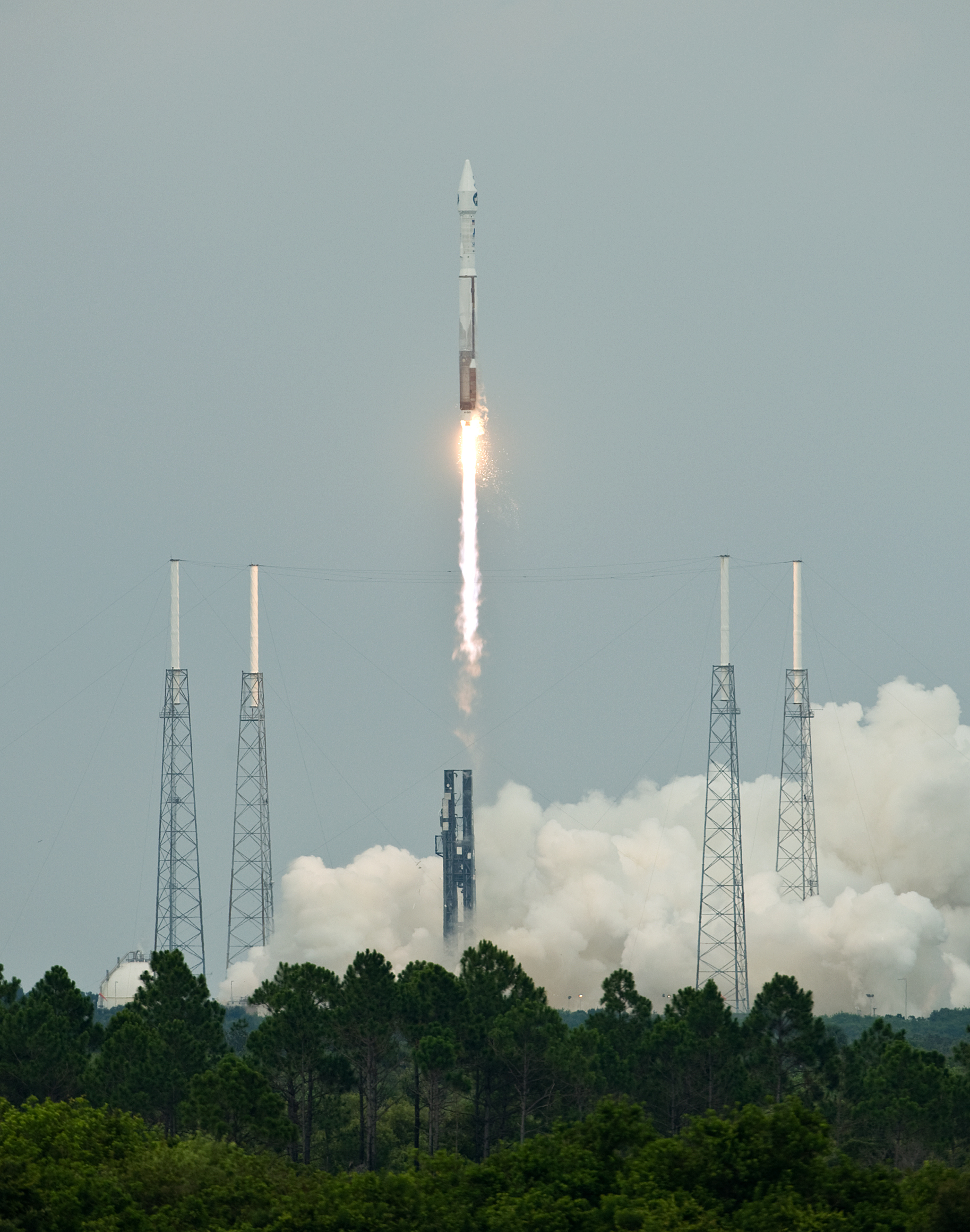
Ракета Атлас-5-Центавр несущая LRO и LCROSS сразу после старта

Lunar Precursor Robotic Program (LPRP, англ. предварительная программа по изучению Луны автоматами) — лунная программа НАСА по отправке лунных АМС, которые позволят подготовиться к будущим пилотируемым полётам на Луну. По программе LPRP осуществлено два запуска АМС, первая из которых 23 июня 2009 года достигла Луны:
- Lunar Reconnaissance Orbiter (LRO, Лунный зонд)
- Lunar Crater Observation and Sensing Satellite (LCROSS, Спутник для наблюдения и измерения лунных кратеров).